# Erscheinungsverlauf
Der Erscheinungsverlauf beschreibt den Verlauf der Herausgabe von Zeitungen, Zeitschriften, mehrbändigen Werken und Werken mit wiederholten Auflagen. Dabei können sowohl Periodizität und Herausgeber als auch der Name wechseln.
Die Zählung beginnt heute meist im Januar, also zu Beginn eines Kalenderjahres. Sie kann, abhängig von wirtschaftlichen Gegebenheiten wie etwa dem Haushaltsjahr der herausgebenden Organisation, auch in einem anderen Monat beginnen, z. B. im Oktober. Dies ist vor allem bei der Herausgabe von Zeitschriften im 19. Jahrhundert zu beachten. Die Jahrgangszählung kann unter anderem aus politischen Überlegungen springen, also willkürlich verändert werden, wie z. B. beim Deutschen Ärzteblatt.
Für taggenaue Berechnungen des Erscheinungsdatums kann in bestimmten Regionen die Umstellung vom julianischen auf den gregorianischen Kalender Ende des 17./Anfang des 18. Jahrhunderts von Bedeutung sein.